# Antonio Gallenga
Antonio Gallenga (Parma, 4 novembre 1810 – Llandogo, 16 dicembre 1895) è stato un giornalista, scrittore e patriota italiano.

## Biografia
Per aver partecipato al moto rivoluzionario di Parma del 1831, dovette andare in esilio prima in Corsica, successivamente a Marsiglia. Entrato in contatto con Giuseppe Mazzini, si iscrisse alla Giovine Italia e venne incaricato di pugnalare il re di Sardegna Carlo Alberto con uno stiletto dal manico in lapislazzuli, ma non eseguì il compito.
Nel 1836 emigrò in Nord America, approdando a New York per poi trasferirsi a Boston. Qui insegnò italiano privatamente e presso la School for Young Ladies di David Mack ad Harvard. Al soggiorno americano è dedicata la prima metà dell'autobiografia Episodes of My Second Life (American and English Experiences) pubblicata a Londra nel 1884-85.
Nel 1839 si trasferì a Londra, dove si mantenne lavorando come giornalista e rimase in contatto con Mazzini, anch'egli esule nella capitale inglese. Nel 1848 rientrò in Italia e si adoperò per l'annessione di Parma al Regno di Sardegna. Nel 1854, grazie al sostegno di Cavour, venne eletto deputato nella V Legislatura del Regno di Sardegna.
La sua opera History of Piedmont (Londra 1855-1856, in tre volumi) ricevette il plauso della casa di Savoia, ma in essa egli rivelò il suo antico proposito di uccidere il re di Sardegna. A seguito delle polemiche che ne seguirono, fu costretto alle dimissioni dalla sua carica parlamentare.
Fu poi eletto alla Camera del Regno di Sardegna nella VII Legislatura e nell'VIII Legislatura (quest'ultima era la prima del Regno d'Italia, 18 febbraio 1861 - 7 settembre 1865). In seguito continuò a lavorare come giornalista per il Times di Londra, del quale fu corrispondente per vent'anni. Seguì la seconda guerra d'indipendenza, la spedizione dei Mille, la guerra di secessione americana, la guerra austro-prussiana del 1866 e la guerra franco-prussiana del 1870-71.
Nel 1890 andò a vivere con la seconda moglie, l'irlandese Ann Johnstone, nella tenuta di campagna The Falls a Llandogo nel Galles meridionale, dove morì nel 1895 all'età di 85 anni.
A Parma gli è intitolata una via dell'Oltretorrente nel quartiere Molinetto, una laterale di via Volturno.

## Opere
Antonio Gallenga scrisse la maggior parte delle sue opere in lingua inglese. Tra di esse le seguenti:
- Italy Past and Present (1848)
- Historical Memoir of Frá Dolcino and his Times (1853)
- History of Piedmont (3 volumi, Londra, 1855-56) 
  - Traduzione italiana: Storia del Piemonte dai primi tempi alla pace di Parigi del 30 marzo 1856, I-II, Torino, 1856;
- Country Life in Piedmont (Londra, 1858 – Tradotta in italiano nel 2013)[2]
- The Invasion of Denmark (2 volumi, 1864)
- The Pearl of the Antilles (1873)
- Italy Revisited (2 voll., 1875)
- Two Years of the Eastern Question (2 volumi, 1877)
- The Pope and the King (Pio IX e Vittorio Emanuele II, 2 volumi, 1879)
- South America (1880)
- A Summer Tour in Russia (1882)
- Iberian Reminiscences (2 volumi, 1883)
- Episodes of my Second Life (1884)
- Italy, Present and Future (2 volumi, 1887)

In precedenza scrisse alcune opere in italiano con lo pseudonimo Luigi Mariotti.